# Shawnee (hrabstwo Perry)
Shawnee – wieś w Stanach Zjednoczonych, w stanie Ohio, w hrabstwie Perry.